# Macroglossum orientalis
Macroglossum orientalis är en fjärilsart som beskrevs av Butler 1877. Macroglossum orientalis ingår i släktet Macroglossum och familjen svärmare. Inga underarter finns listade i Catalogue of Life.